# Sénezergues
Sénezergues ist eine französische Gemeinde mit 209 Einwohnern (Stand: 1. Januar 2022) im Département Cantal in der Region Auvergne-Rhône-Alpes; sie gehört zum Arrondissement Aurillac und zum Kanton Arpajon-sur-Cère. 

## Geographie
Sénezergues liegt etwa 24 Kilometer südsüdwestlich von Aurillac. Das Gemeindegebiet wird vom Flüsschen Auze durchquert. Umgeben wird Sénezergues von den Nachbargemeinden Marcolès im Nordwesten und Norden, Sansac-Veinazès im Nordosten und Osten, Junhac im Osten und Südosten, Cassaniouze im Süden und Südwesten sowie Puycapel (mit Calvinet) im Westen.

## Bevölkerungsentwicklung
| Jahr                       | 1962 | 1968 | 1975 | 1982 | 1990 | 1999 | 2006 | 2019 |
| Einwohner                  | 372  | 310  | 305  | 278  | 270  | 230  | 197  | 204  |
| Quellen: Cassini und INSEE |      |      |      |      |      |      |      |      |

## Sehenswürdigkeiten

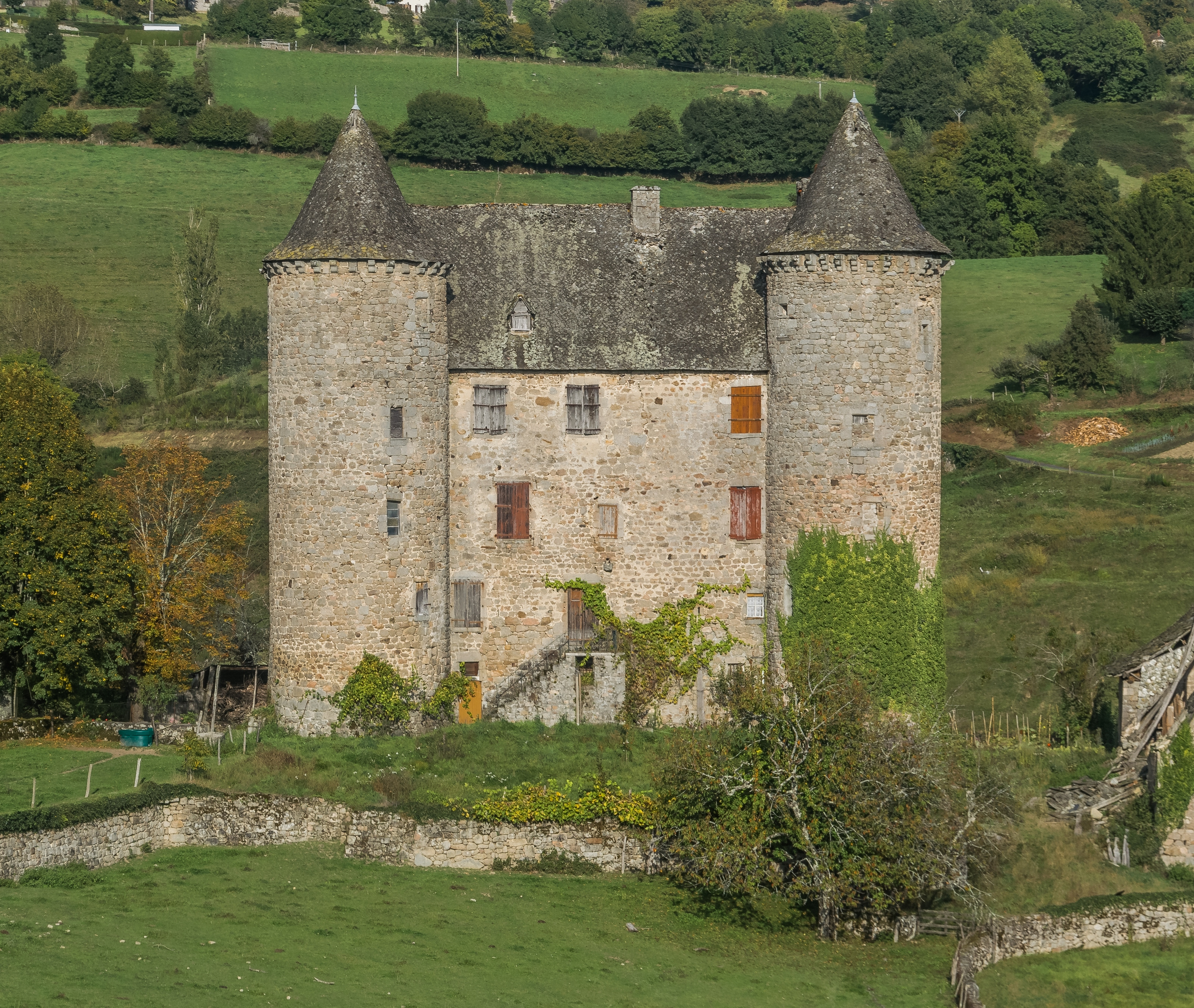
Schloss Reghaud

- Kirche Saint-Martin
- Schloss Reghaud